# La Gloria, Medellín
La Gloria är en ort i Mexiko.   Den ligger i kommunen Medellín och delstaten Veracruz, i den sydöstra delen av landet, 300 km öster om huvudstaden Mexico City. La Gloria ligger 19 meter över havet och antalet invånare är 600.
Terrängen runt La Gloria är platt. Runt La Gloria är det ganska tätbefolkat, med 58 invånare per kvadratkilometer. Närmaste större samhälle är Veracruz, 18,2 km norr om La Gloria. Omgivningarna runt La Gloria är en mosaik av jordbruksmark och naturlig växtlighet.